# Eduardo García (zapaśnik)
Eduardo García – kubański zapaśnik w stylu klasycznym. Brąz na igrzyskach panamerykańskich w 1979. Triumfator Igrzysk Ameryki Środkowej i Karaibów w 1982 roku.